# 루 레너드
루 레너드(Lu Leonard, 1926년 6월 5일 ~ 2004년 5월 14일)는 미국의 배우, 성우, 가수이다.
롱비치에서 태어났으며 우들랜드힐스에서 사망하였다.

## 출연 작품
- 백지 수표 (1994년)
- 메이드 인 아메리카 (1993년)
- 초보 영웅 컵스 (1992년)
- 사랑의 배반 (1991년)
- 회로맨 (1990년)
- 러브스트럭 (1988, You Can't Hurry Love)
- 하나를 위한 삼중주 (1984년)
- 애니 (1982년)
- 최후의 9일 (1978년)

### 텔레비전
- 여형사 페퍼 (1974년)